# 合わせ調味料
合わせ調味料（あわせちょうみりょう）は、砂糖や醤油などの基本的な調味料を複数混ぜ合わせたものの通称。製造段階で混ぜ合わせ、加熱処理してある商品（マヨネーズ・ウスターソース等）は通常「合わせ調味料」に含まない。一般家庭・大衆食堂にとっては、（風味が落ちるが）調理のたびに調合するより効率的である。
また、特定のメニューを高いレベルで簡単便利に作る事に特化した、メニュー提案型合わせ調味料商品群が市場を形成している。代表的なメニューとしては麻婆豆腐の素・インスタント麺の粉が挙げられる。

## 合わせ調味料の例
- 酢醤油（酢＋醤油） - つけ酢や和え物などに用いる。また、ゆでたカニやところてんなどにかける。
- 酢味噌（酢＋白味噌、場合によっては砂糖やみりんも） - 野菜、魚介、海藻などに混ぜ、あえる。
- からし酢味噌（からし＋酢＋白味噌） - あえものなどにもちいる。
- 砂糖じょうゆ（砂糖＋醤油）  - だんご・餅(もち)などに用いる。
- からしマヨネーズ（からし＋マヨネーズ）　※マヨネーズ自体も、合わせ調味料とも言える。
- オーロラソース（マヨネーズ＋ケチャップ）　※本来はベシャメルソースを用いる。
- 割下
- めんつゆ（醤油＋みりん＋鰹節）
- 七味唐辛子（唐辛子に、山椒・麻の実・黒ゴマ・ケシの実・青のり・生姜などを加える）
- クレイジーソルト（塩＋コショウ＋ニンニク＋オニオン）　※日本では、味塩コショウがある。
- カレー粉（ターメリック＋唐辛子＋ウコン＋生姜＋ニンニク＋コショウ＋ナツメグなど） ※カレー粉をバター・小麦粉で炒めたルーが使われることが多い。

### 合わせ酢
- 二杯酢（酢＋醤油）
- 三杯酢（酢＋醤油＋みりん）
- 土佐酢（酢＋醤油＋鰹節）
- 甘酢（酢＋砂糖＋塩） ※砂糖の代わりにみりんを用いたり併用することもある。
- ポン酢（醤油＋砂糖＋酢・柑橘類＋鰹節）